# 野間郵便局旧局舎
野間郵便局旧局舎（のまゆうびんきょくきゅうきょくしゃ）は、愛知県知多郡美浜町野間須賀91-1他にある建築物（郵便局局舎）。
1931年（昭和6年）に3代目野間郵便局として竣工し、1978年（昭和53年）頃まで局舎として使用された。2015年（平成27年）に登録有形文化財に登録された。對雙鑑浦堂（たいそうかんぽどう）とも呼ばれる。

## 歴史

### 野間郵便局の歴史
知多郡野間村（現・美浜町）は千石船の廻船業で栄えた町である。
1880年（明治13年）、廻船問屋や味噌醤油製造業を営んでいた森田伊助は、自宅（マルイ本家）の一部を事務室に改修して五等郵便局とし、初代野間郵便局長となった。1886年（明治19年）3月の地方逓信官官制によって三等郵便局となると、1887年（明治20年）12月には隣接する新マルイ家を野間郵便局とした。江戸時代末期から明治初期に建てられた新マルイ家は木造つし2階建であり、弁柄を用いた格子や黒板塀に囲まれたレンタルスペース「旧森田定吉邸」として現存する。
1901年（明治34年）には洋風局舎を建てて移転し、1919年（大正8年）には名古屋逓信局の管轄局舎となった。この通りが野間村の目抜き通りであり、かつては映画館や野間村役場もあった。

### 竣工とその後

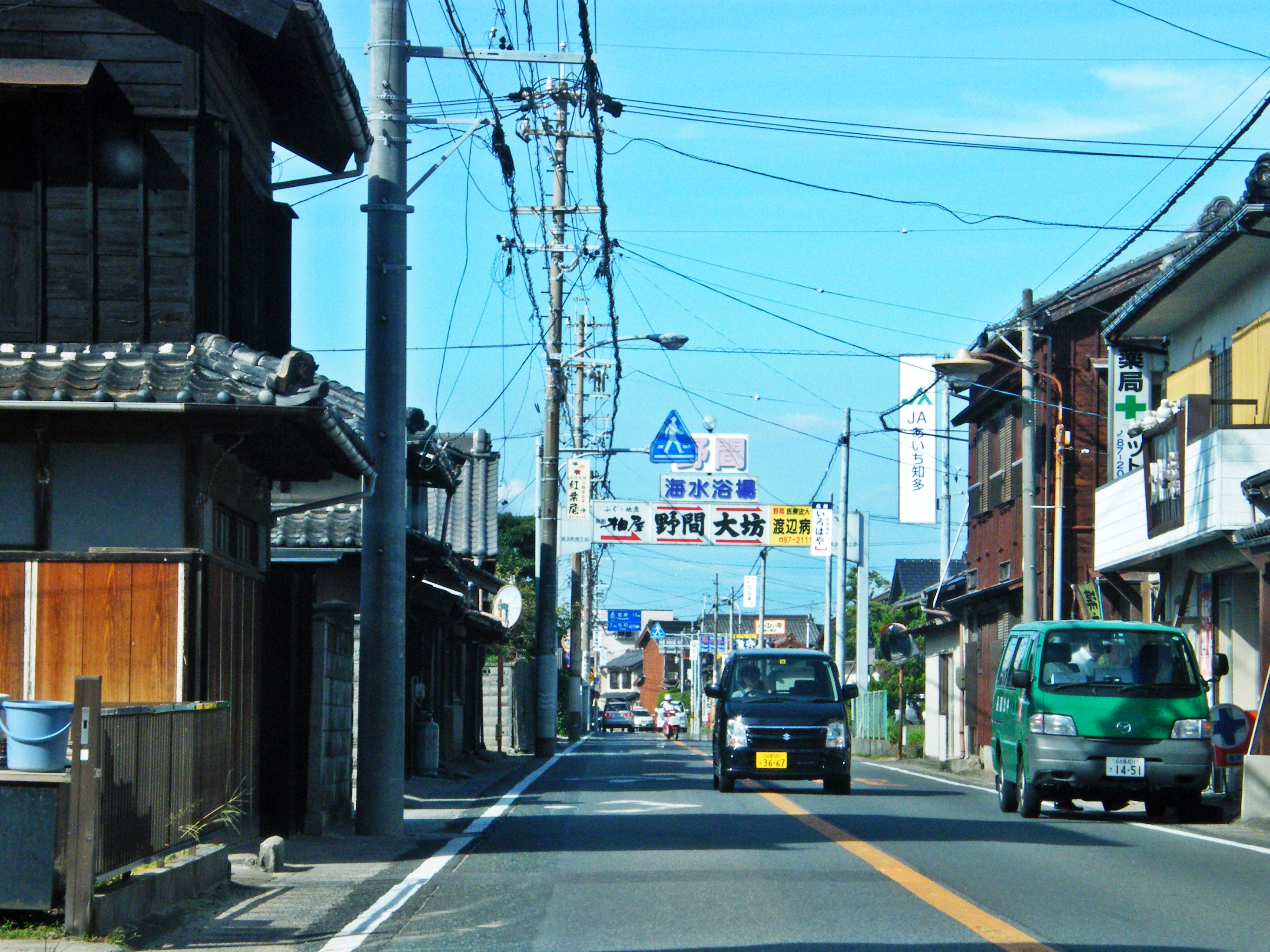
野間を通る国道247号

1931年（昭和6年）には目抜き通りに並行して国道247号が開通したため、森田伊助の孫である3代目局長の森田定吉は、国道247号沿いに洋風建築の局舎を建てた。大工は杉村定次郎。設計は森田定吉自身であるとされる。
国道247号沿いの野間郵便局近くには商店街ができ、下駄屋、畳屋、魚屋、バスターミナルなどが軒を連ねた。養鶏家の榎本誠は森田家出身であり、野間郵便局に勤務していた時期もある。 
1941年（昭和16年）には特定郵便局となり、1978年（昭和53年）まで局舎として使用された。同年には隣接地に野間郵便局の新局舎が建てられた。

### 近年の動向
旧局舎の所有者でもある野間郵便局の森田香子局長は、2004年（平成16年）頃から旧局舎でコンサートなどを催し、建物の保存の必要性を発信している。2011年（平成23年）5月21日、地元有志によって旧局舎で寄席（落語会）が催され、桂三若が「鶴亀算」などを題材とする落語を打った。
2015年（平成27年）11月17日、「野間郵便局旧局舎」として登録有形文化財に登録された。なお、同じ知多半島では同時に雅休邸（旧岡田医院）も登録されている。2013年（平成25年）から愛知登文会などが毎年秋に開催している「あいちのたてもの博覧会」（あいたて博）では、野間郵便局旧局舎も特別公開の対象となっている。
近年には對雙鑑浦堂（たいそうかんぽどう）という名称が与えられ、バイオリンコンサートなど様々な催しに用いられている。

## 建築

### 外観

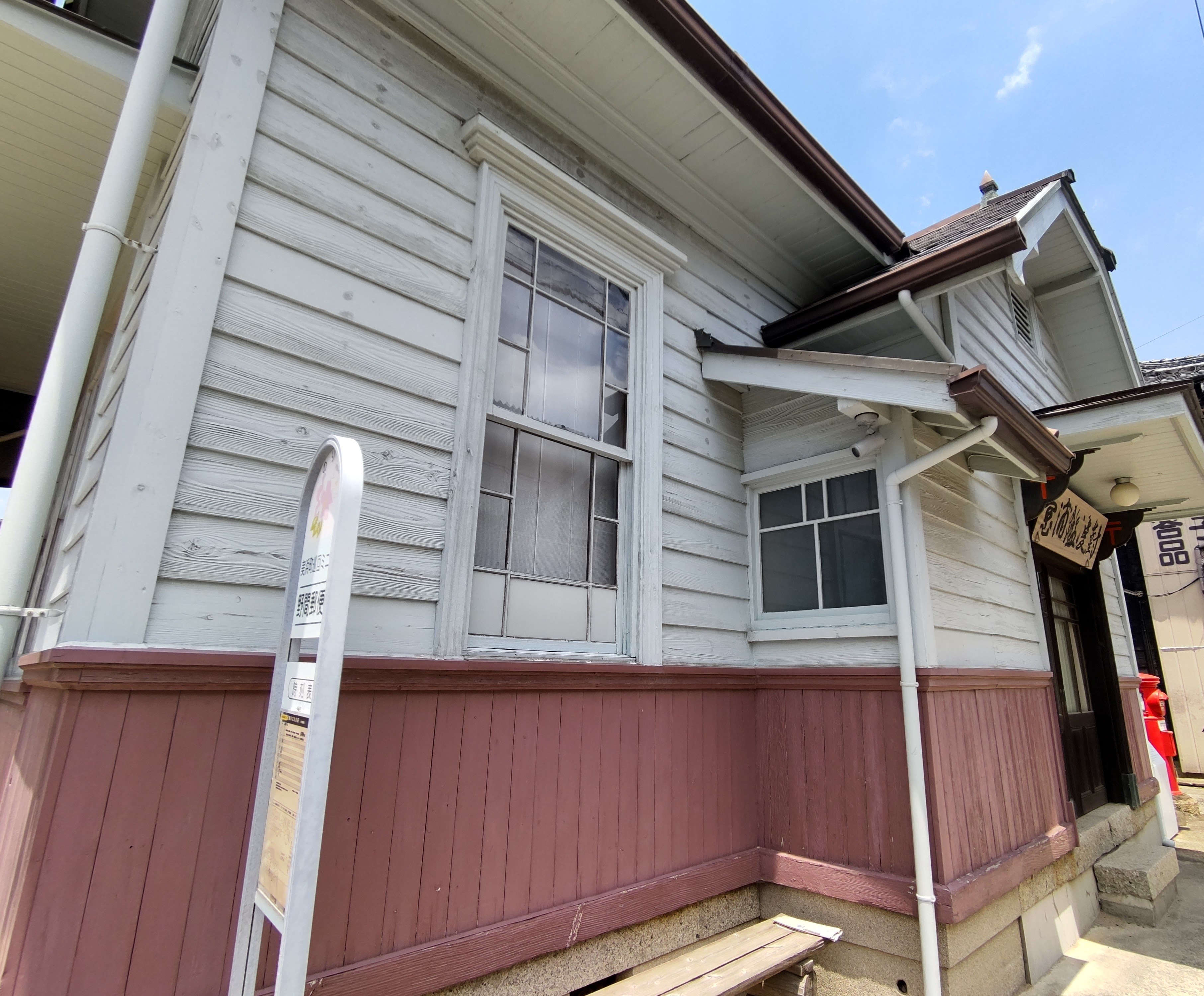
2色で塗られた壁面

伊勢湾岸を南北に通る国道247号沿いにある。 木造平屋建一部2階建、桁行5間半、梁間5間。
屋根は菱葺（文献によってはスレート葺）であり、南北に屋根窓を有する。玄関は半切妻屋根であり、玄関の左右には洋風の上げ下げ窓がある。腰壁は紅梅色に塗られた竪板張りであり、壁面上部は白色に塗られた横板張りである。

### 内部
小屋組は和洋折衷であり、手前側は木造トラス構造、奥側は木造和小屋組となっている。1階の平面はほぼ正方形であり、手前側が郵便事務室、奥側が荷受・区分などの作業場や休憩室となっている。玄関部分には公衆室（土間）が半間分突出している。
郵便事務室の南側壁際には電話交換機が並べられ、3人から4人の女性電話交換手が対応していた。かつては主屋の西側に電話工手室もあった。